# Cryptococcus neoformans
Cryptococcus neoformans (San Felice) Vuill. – gatunek grzybów z rodziny trzęsakowatych (Tremellaceae).

## Systematyka i nazewnictwo
Pozycja w klasyfikacji według Index Fungorum: Cryptococcus, Tremellaceae, Tremellales, Incertae sedis, Tremellomycetes, Agaricomycotina, Basidiomycota, Fungi.
Po raz pierwszy opisał go w 1895 r. Francesco San Felice, nadając mu nazwę Saccharomyces neoformans. W 1901 r. Jean Paul Vuillemin przeniósł go do rodzaju Cryptococcus. Niektóre synonimy naukowe:

- Blastomyces neoformans (San Felice) Arzt
- Debaryomyces neoformans (San Felice) Redaelli et al.
- Filobasidiella neoformans Kwon-Chung
- Lipomyces neoformans (San Felice) Cif.
- Saccharomyces neoformans San Felice
- Torula neoformans (San Felice) Weiss
- Torulopsis neoformans (San Felice) Redaelli[2].

Cryptococcus neoformans jest znany jako przedstawiciel drożdży podstawkowych, podczas gdy jego teleomorfa opisywana była pod nazwą Filobasidiella neoformans.
Władysław Wojewoda w 2003 r. nadał temu gatunkowi nazwę polską nitkopodstawkówka wodna, ale dla synonimu Filobasidiella neoformans Kwon-Chung.

## Charakterystyka
Gatunek ten wywołuje kryptokokozę. Jego wymiary (bez otoczki) wynoszą 5–10 μm
Najważniejszym czynnikiem zjadliwości jest otoczka polisacharydowa, która chroni C. neoformans przed fagocytozą. Dodatkowo wydzielanie melaniny, która odkłada się w ścianie komórkowej grzyba, może chronić go przed działaniem wolnych rodników wydzielanych przez fagocyty.